# Theobroma nemorale
Theobroma nemorale är en malvaväxtart som beskrevs av José Cuatrecasas. Theobroma nemorale ingår i släktet Theobroma och familjen malvaväxter. Inga underarter finns listade i Catalogue of Life.